# Groupe de NGC 6906
Le groupe de NGC 6906 est un trio de galaxies situé dans les constellations de l'Aigle et du Dauphin. La distance moyenne entre ce groupe et la Voie lactée est d'environ 67,6 Mpc (∼220 millions d'al).
- Note. Les coordonnées du centre de masse du groupe indiquées par Garcia sont celles de l'époque B1950, ce qui est près de la frontière entre l'Aigle et le Dauphin. Il faut transformer ces coordonnées[2] pour celles de l'époque J2000 afin d'obtenir la constellation de la position du centre de masse. Les coordonnées J2000 du centre de masse de ce groupe sont 20h 24m 40,2s et 06° 04′ 34″ et il se trouve dans le Dauphin[3].

## Membres
Le tableau ci-dessous liste les trois galaxies du groupe indiquées dans l'article de A.M. Garcia paru en 1993.
| Nom       | Constellation | Class.    | Type           | α (J2000.0)    | δ (J2000.0)   | Vitesse radiale (km/s) | m     | Distance (Mpc) | Diamètre (kal) |
| --------- | ------------- | --------- | -------------- | -------------- | ------------- | ---------------------- | ----- | -------------- | -------------- |
| NGC 6906  | Aigle         | SB(rs)bc? | Spirale barrée | 20h 23m 33.91s | 06° 04′ 34″   | 4858 ± 5               | 12,3  | 67,6 ± 4,7     | 92             |
| UGC 11551 | Dauphin       | Sbc       | Spirale        | 20h 24m 36.42s | 06° 54′ 40.3″ | 4876 ± 4               | 11,60 | 67,8 ± 4,8     | 98             |
| UGC 11555 | Dauphin       | SA(s)bc   | Spirale        | 20h 25m 12.02s | 05° 15′ 47.1″ | 4844 ± 1               | 12,85 | 67,4 ± 4,7     | 103            |

Le site DeepskyLog permet de trouver aisément les constellations des galaxies mentionnées dans ce tableau ou si elles ne s'y trouvent pas, l'outil du site constellation permet de le faire à l'aide des coordonnées de la galaxie. Sauf indication contraire, les données proviennent du site NASA/IPAC.